# Bischbornbach
Der Bischbornbach ist ein rechter, periodischer Zufluss des Rechtenbachs im Landkreis Main-Spessart im bayerischen Spessart.

## Verlauf
Der Bischbornbach entspringt einem kleinen Teich am Bischborner Hof südöstlich von Neuhütten. Er verläuft entlang der Bundesstraße 26 in östliche Richtung, quert diese zweimal und erreicht Rechtenbach. Dort fließt er in eine Verrohrung und mündet unterirdisch an dessen Quelle in den Rechtenbach.
Der Bischbornbach führt nur an niederschlagsreichen Tagen Wasser. Er wird fälschlicherweise oft als Oberlauf des Rechtenbachs angesehen.